# Carl Sternberg
Carl Sternberg (Wenen, 20 november 1872 - Annenheim, 15 augustus 1935) was een Oostenrijks patholoog. Hij was de mede-ontdekker van de reed-sternbergcellen.
- Gemeinsame Normdatei: 139126449
- International Standard Name Identifier: 0000 0000 7885 8278
- Library of Congress Control Number: no2003043828
- Nationale Bibliotheek van Tsjechië: nlk20040155639
- Nationale Bibliotheek van Israël: 987007504364005171
- Nederlandse Thesaurus van Auteursnamen: 129752584
- Virtual International Authority File: 4618072
- WorldCat: E39PBJxRCB7b9J4Xq3w3f3HV4q